# Fernando Álvez
Fernando Harry Álvez (Montevideo, 4 september 1959) is een voormalig  profvoetballer uit Uruguay.
Als doelman speelde hij clubvoetbal in onder meer Uruguay, Paraguay, Brazilië en Argentinië. Álvez beëindigde zijn actieve carrière in 1997 bij Peñarol, de club met wie hij zijn grootste successen behaalde. Nadien stapte hij het trainersvak in.

## Interlandcarrière
Álvez speelde in totaal veertig interlands voor zijn vaderland Uruguay. Hij maakte, evenals Jorge Barrios, Sergio Santín, Daniel Revelez en Daniel Martínez, zijn debuut voor de nationale ploeg op 18 juli 1980 in de vriendschappelijke thuiswedstrijd tegen Peru (0-0). Hij won met Uruguay de strijd om de Copa América in 1995 in eigen land en  nam tweemaal deel aan de WK-eindronde: 1986 en 1990. Hij stond bij zijn WK-debuut alle vier de duels van Uruguay onder de lat, nadat hij in de aanloop naar het toernooi Rodolfo Rodríguez uit de basis had verdreven. Vier jaar later in Italië was hij eveneens eerste keuze.

## Erelijst
Peñarol
- Uruguayaans landskampioen

1978, 1979, 1981, 1982, 1997
- Copa Libertadores

1982
- Copa Intercontinental

1982
 Uruguay
- Copa América

1995